# 165347 Philplait
165347 Philplait è un asteroide della fascia principale. Scoperto nel 2000, presenta un'orbita caratterizzata da un semiasse maggiore pari a 2,3802705 UA e da un'eccentricità di 0,1372471, inclinata di 3,06539° rispetto all'eclittica.